# Acanthodelta ebenaui
Acanthodelta ebenaui là một loài bướm đêm trong họ Noctuidae.